# Pseudomarsupidium aureocinctum
Pseudomarsupidium aureocinctum là một loài rêu tản trong họ Adelanthaceae. Loài này được (R.M. Schust.) J.J. Engel mô tả khoa học lần đầu tiên năm 2007.